# Onze-Lieve-Vrouwekerk (Dendermonde)
De Onze-Lieve-Vrouwekerk van Dendermonde is een katholieke kerk in gotische (en voor een deel nog vroeggotische) stijl. De kerk kende een lange bouwgeschiedenis, van de 13e tot de 15e eeuw. De kerk bevindt zich op nr 1 van het Onze-Lieve-Vrouwkerkplein tegenover de Kapittelstraat en ten noorden van de Kerkstraat. Ten zuiden en westen van de kerk is de ruimte van het vroegere kerkhof beplant met bomen - vooral lindes -, struiken en gras. Er staat ook het standbeeld van pater Pieter-Jan De Smet.

## Geschiedenis
De oudste delen van de huidige kerk vormden het begin van de geleidelijke aanpassing van een 11e-eeuwse romaanse kerk naar de gotische stijl. De oorspronkelijke romaanse kerk werd opgericht door de Heren van Dendermonde, die aan de kerk relieken schonken van de heilige Hilduardus en Christiana. Aan de kerk was sinds ongeveer 1106 een kapittel verbonden. 
De kerk is sinds 1943 beschermd.

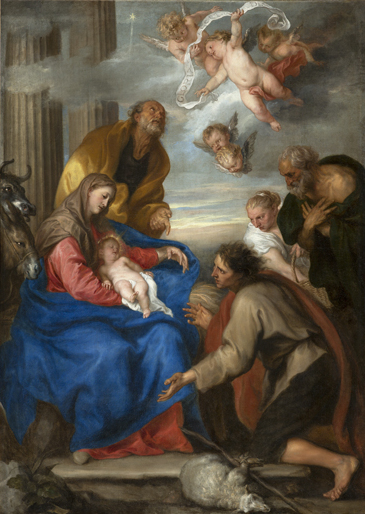
De aanbidding der herders van Antoon Van Dyck (Vlaamse Meesters in Situ)

De belangrijkste delen van de kerk zijn uit de 14e en de 15e eeuw (Scheldegotiek). De achtkantige toren op de viering, waar schip en dwarspand elkaar snijden, is van 1388. De kerk werd tijdens de beeldenstorm in 1566 geplunderd en het interieur werd volledig vernield.
De gewelven van het schip en de zijbeuken werden in 1653 aangebracht.
In het verlengde van de linkerzijbeuk bevindt zich het Onze-Lieve-Vrouwekoor uit 1497. Achter het hoofdaltaar vindt men de kapel van het Heilig Sacrament, uit de barok, van 1690-1699.
Tussen 1975 en 1995 werd de buitenkant van de kerk gerestaureerd.

## Interieur
- De kerk heeft een gebeeldhouwde romaanse doopvont uit de 12e eeuw, die afkomstig is uit Doornik. Dit is waarschijnlijk het enige overblijfsel van de oorspronkelijke romaanse kerk.
- Hoofdaltaar in vroege barokstijl, door Antwerpse beeldhouwer Hubrecht van den Eynde. Dit is een monumentaal portiekaltaar van marmer en albast, bekroond met beelden van de patroonheiligen Hilduardus en Christiana, en van Christus als Salvator Mundi.

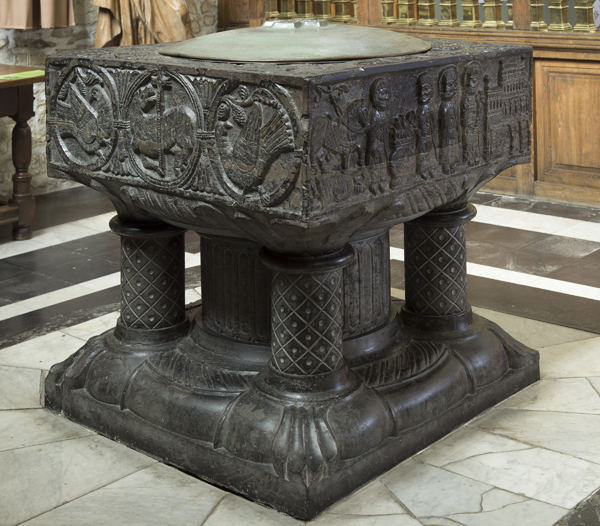
Romaanse doopvont

- Het barokke doksaal is uit 1663. Dit sloot eertijds het hoogkoor af. Hieraan werkten Artus Quellinus en Mattheüs van Beveren.
- De preekstoel, die uit eikenhout gemaakt werd, is eveneens barok en stamt uit 1681. Ook deze is van Mattheüs van Beveren. De preekstoel wordt gedragen door twee engelen die een ketter vertrappen, die een boek vasthoudt.

Hiernaast vindt men tal van andere oude kerkmeubelen, zoals biechtstoelen uit de 17e eeuw en een communiebank uit 1682.
In de kerk zijn vele kostbare schilderijen te vinden, zoals een Christus aan het kruis uit 1629. Dit schilderij geschilderd door Antoon van Dyck  was oorspronkelijk bedoeld voor de Kapucijnenkerk, die toen op de Vlasmarkt stond. Na de Franse Revolutie werd het door de Franse bezetter meegenomen en hing het in het Louvre te Paijs. Na de slag bij Waterloo kwam het terug naar Dendermonde en kreeg het een plek in de Onze-Lieve-Vrouwekerk. In 2024 raakte bekend dat het gerestaureerd wordt.
De aanbidding der herders is ook een werk van Van Dyck.  (Vlaamse Meesters in Situ) Verder zijn er een Hemelvaart van Christus en de marteling van de heilige Laurentius, door Gaspar de Crayer, en twee houten panelen van een drieluik uit 1617 door David Teniers de Oude. In 2015 werd deze triptiek van David Teniers de Oude, waarvan het middenpaneel kort na 1945 verdween, weer volledig gemaakt door een eigentijdse versie van "de verheerlijking van Jezus op de Taborberg". Dit nieuwe schilderij werd geschilderd door Gerolf Van de Perre. In totaal zijn er ruim 60 schilderijen in de Onze-Lieve-Vrouwekerk.  
Ook is er, naast het Sint-Nicolaasaltaar, een beeldje van een jonge bedelaar, dat toegeschreven wordt aan Frans Duquesnoy. Jos De Decker beeldhouwde het granieten dienstaltaar uit 1975.
Voorts is er een kerkschat, die vele zilveren voorwerpen omvat, zoals reliekhouders, monstransen en dergelijke.

## Galerij

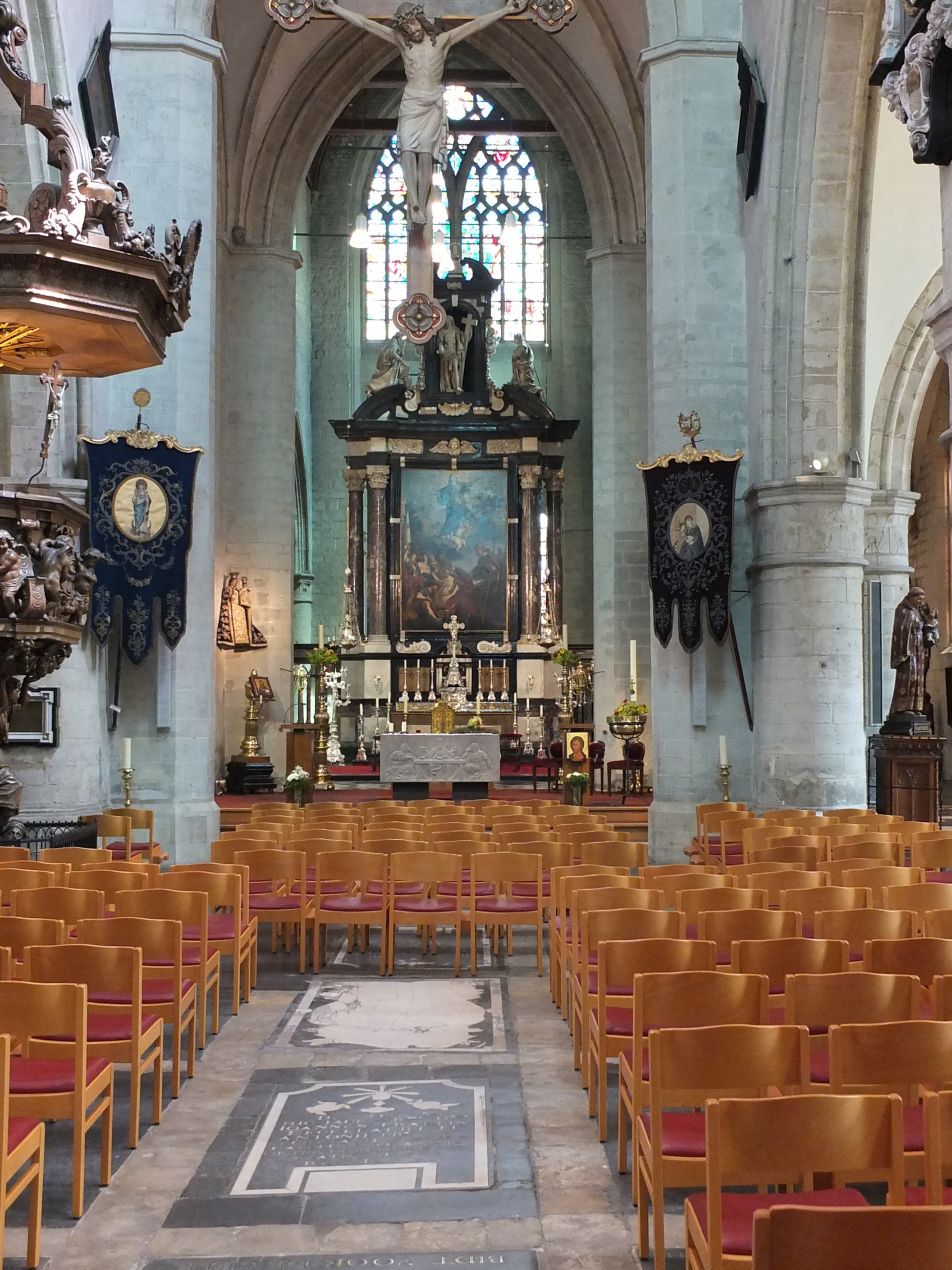
Interieur
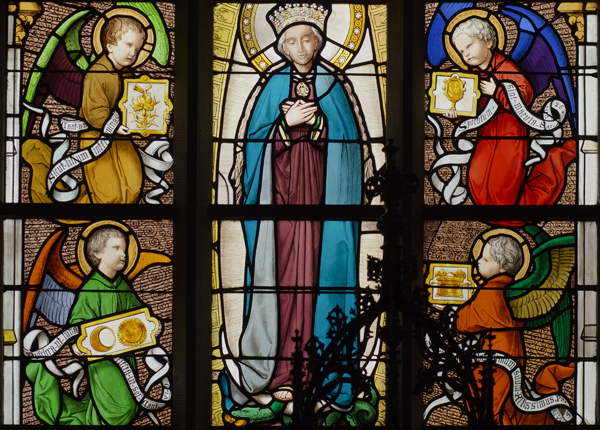
Glas-in-loodraam (Gustave Ladon)
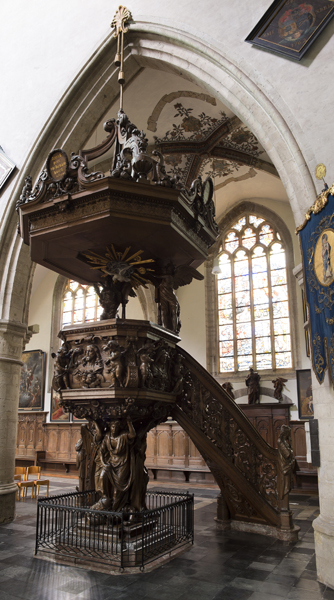
Preekstoel (Mattheüs van Beveren)
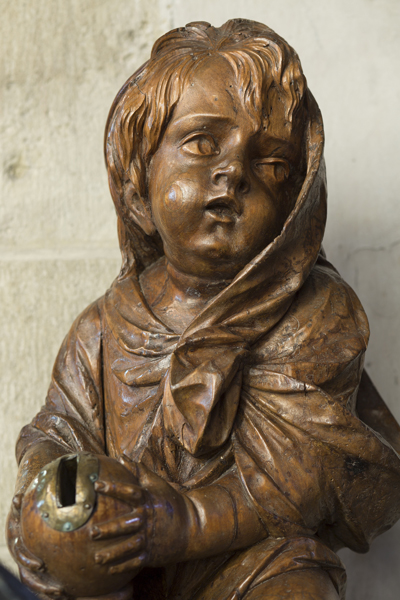
Bedelaarsjongen (mogelijk van Frans Duquesnoy)
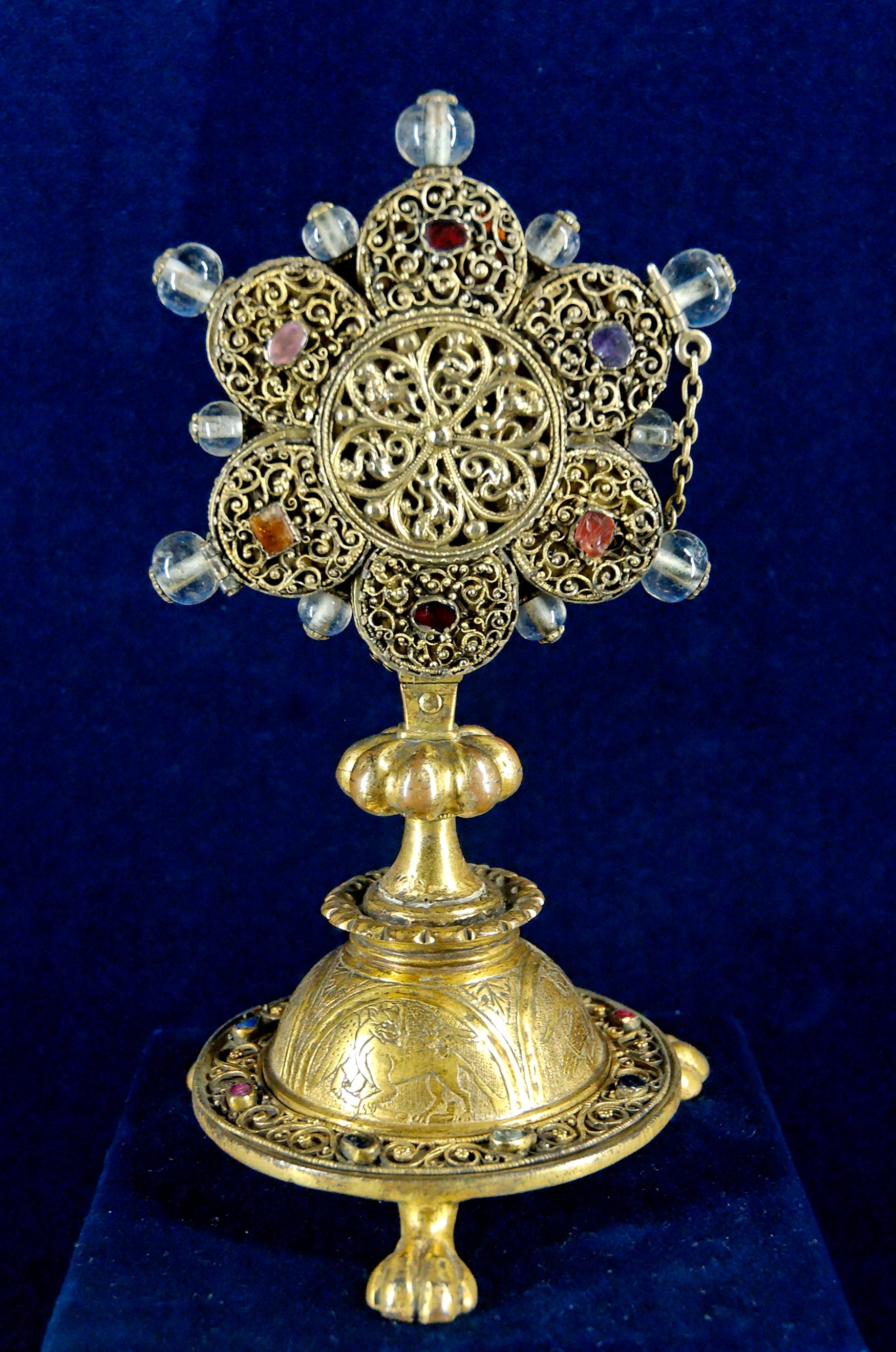
Relikwie van edelsmeedkunst ingelegd met saffieren (ca. 1220-1230)